# Tuzla, Karataş
Tuzla là một thị trấn thuộc huyện Karataş, tỉnh Adana, Thổ Nhĩ Kỳ. Dân số thời điểm năm 2009 là 1.988 người.